# Paraplonobia ambrosiae
Paraplonobia ambrosiae är en spindeldjursart som först beskrevs av Tuttle, Baker och Abbatiello 1976.  Paraplonobia ambrosiae ingår i släktet Paraplonobia och familjen Tetranychidae. Inga underarter finns listade i Catalogue of Life.